# Mottolyád
Mottolyád (szlovénül: Motovilci, vendül Motovöuci) falu a Muravidéken, Szlovéniában. Közigazgatásilag Felsőlendva községhez (Občina Grad) tartozik.

## Fekvése
Muraszombattól 25 km-re északnyugatra, Felsőlendvától 4 km-re délnyugatra a Vendvidéki-dombság (Goričko) területén a Lukaj-patak bal partján fekszik.

## Története
Mottolyád is azon 73 falu közé tartozott, melyeket I. Lajos magyar király cserélt el 1365-ben Széchy Miklóssal Éleskő és Miskolc uradalmáért, valamint a Szent Péter és Pál apostolok tiszteletére létesült tapolcai apátság kegyuraságáért. Akkor a felsőlendvai uradalom része volt. 1366-ban "Nedelkouch in dystrictu Waralyakurniky" néven említik először. 1499-ben "Mothowylcz" alakban említik. 1685-ben Széchy Katalinnal kötött házassága révén Nádasdy Ferenc birtoka lett és egészen a 19. század közepéig a család birtoka maradt.
Vályi András szerint " MOTOVILECZ. Tót falu Vas Várm. földes Ura G. Nádasdi Uraság, lakosai katolikusok, fekszik Felső Lendvához nem meszsze, és annak filiája, határja síkos, Stájer Ország mellett fekszik, szőleje van, réttye jó, fája, legelője elég."
Fényes Elek szerint " Motovilecz, vindus falu, Vas vmegyében, a lendvai uradalomban, 140 kath., 58 evang. lak."
Vas vármegye monográfiája szerint " Mottolyád, 70 házzal és 394 vend lakossal. Vallásuk r. kath. és ág. ev. Postája Felső-Lendva, távírója Mura-Szombat."
1910-ben 409, többségben szlovén lakosa volt, jelentős magyar kisebbséggel. A trianoni békeszerződésig Vas vármegye Muraszombati járásához tartozott.
Az első világháború után először a de facto Vendvidéki Köztársaság, majd a Szerb–Horvát–Szlovén Királysághoz csatolták, ami 1929-től Jugoszlávia nevet vette fel. 1921-ben 415, 1937-ben 455 lakosa volt. Háromnegyedük katolikus, a többiek evangélikus vallásúak voltak. 1941-ben átmeneti időre ismét Magyarországhoz tartozott, 1945 után visszakerült jugoszláv fennhatóság alá. 1991 óta a független Szlovénia része. 2002-ben 294 lakosa volt.

## Nevezetességei
Jézus Szíve-kápolnája 1969-ben épült.